# جيمس مونتجومري (مغني)
جيمس مونتجومري (بالإنجليزية: James Montgomery)‏ هو مغني أمريكي، ولد في 12 مايو 1949.

## وصلات خارجية
- الموقع الرسمي
- جيمس مونتجومري على موقع ميوزك برينز (الإنجليزية)
- جيمس مونتجومري على موقع ديسكوغز (الإنجليزية)